# Физингер, Франц Габриэль
Франц Габриэль Физингер  (12 марта 1723, Оффенберг — 21 февраля 1807, Лондон) — немецкий гравёр.

## Биография
Физингер родился в Оффенбурге в семье Франца Габриэля Физингера (1723—1788) и его жены Елизаветы, урождённой Глаттфельдер. Учился, вероятнее всего во францисканской гимназии в родном городе, затем продолжил образование в университетах Гейдельберга и Страсбурга, и, наконец, в Венской академии. Утверждение некоторых старых источников, что Физингер получил образование у иезуитов, скорее всего, не соответствует действительности.
Параллельно он учился живописи и особенно гравированию у художника Йозефа Штёбера, отца Франца Штёбера. Став самостоятельным гравёром, переехал в Швейцарию, а затем во Францию, где гравировал портреты членов Учредительного собрания, выполненные Жаном-Урбеном Гереном. Когда во Франции началась эпоха якобинского террора, он переехал в Лондон, и оставался там до 1798 года, но после переворота 18 брюмера и создания режима Консульства вернулся во Францию. Там он воспроизвёл в формате гравюр выполненные Гереном портреты революционных генералов Клебера, Дезе, Массены, Ренье и других. Он также подготовил иллюстрацию к трактату по физиогномике Иоганна Каспара Лафатера и гравировал эскизы нескольких ассигнаций для французского монетного двора. В 1802 году Физингер вернулся в Лондон, и скончался там пять лет спустя.

## Галерея

Гравюры Физингера с оригиналов Жана-Урбена Герена
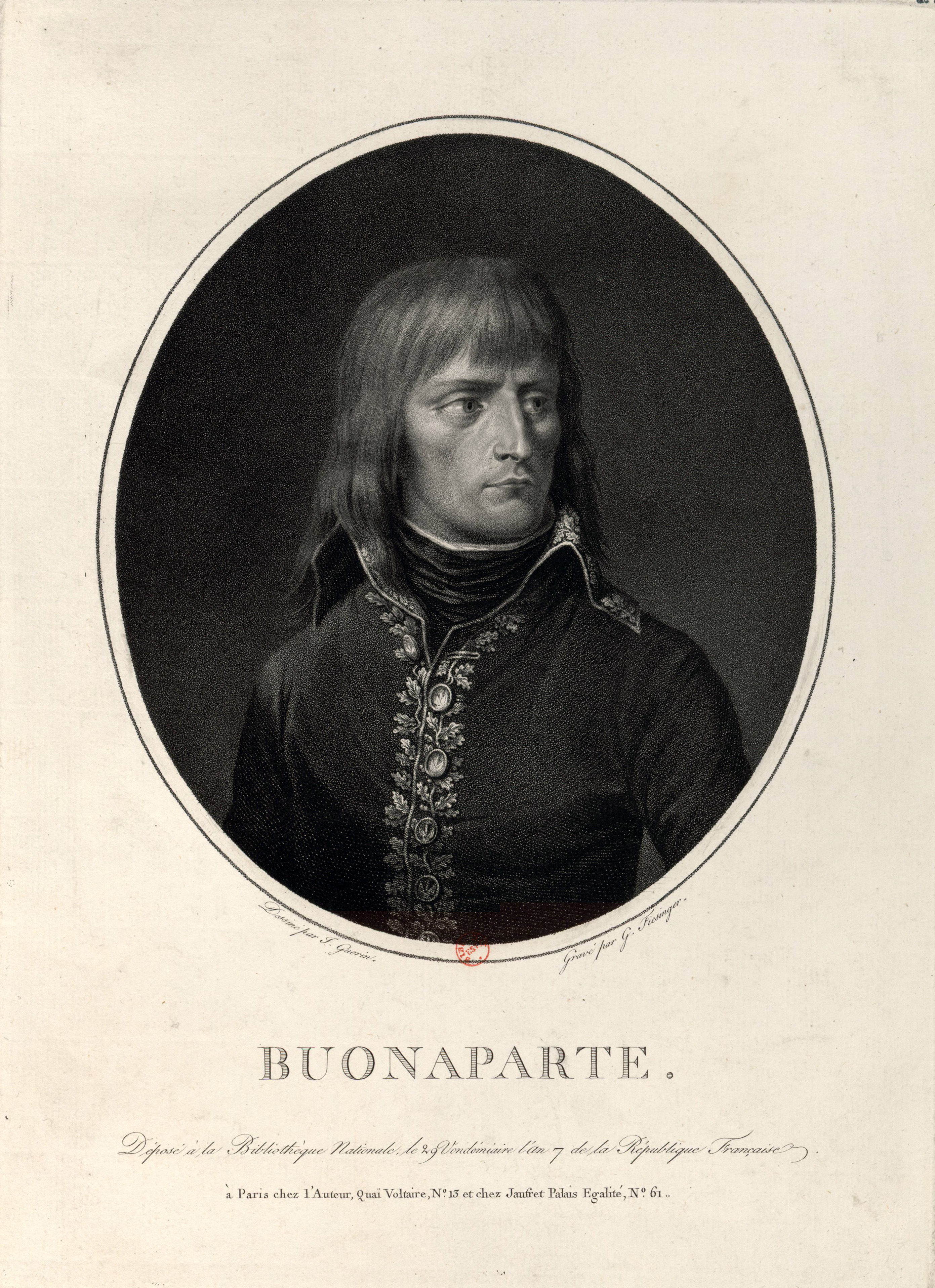
Портрет Наполеона Бонапарта.
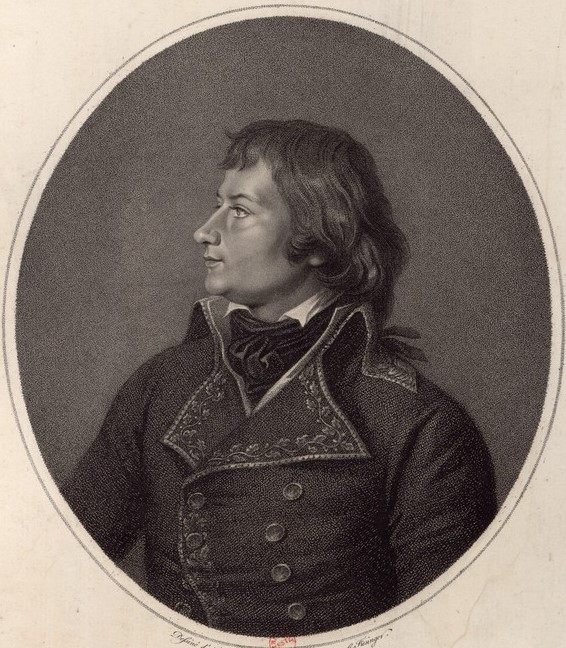
Портрет генерала (позже маршала Франции) Гувион Сен-Сира.
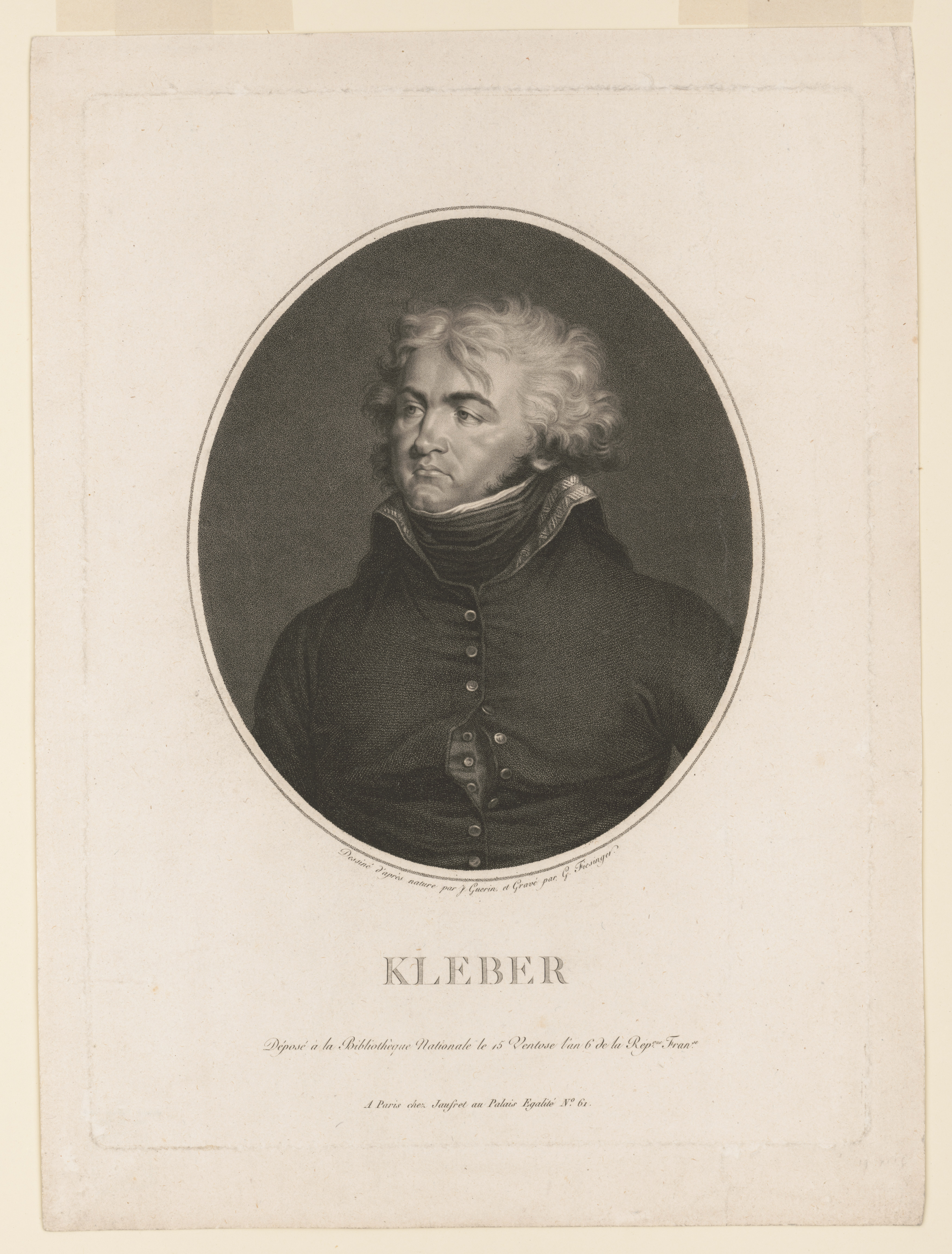
Портрет генерала Клебера.
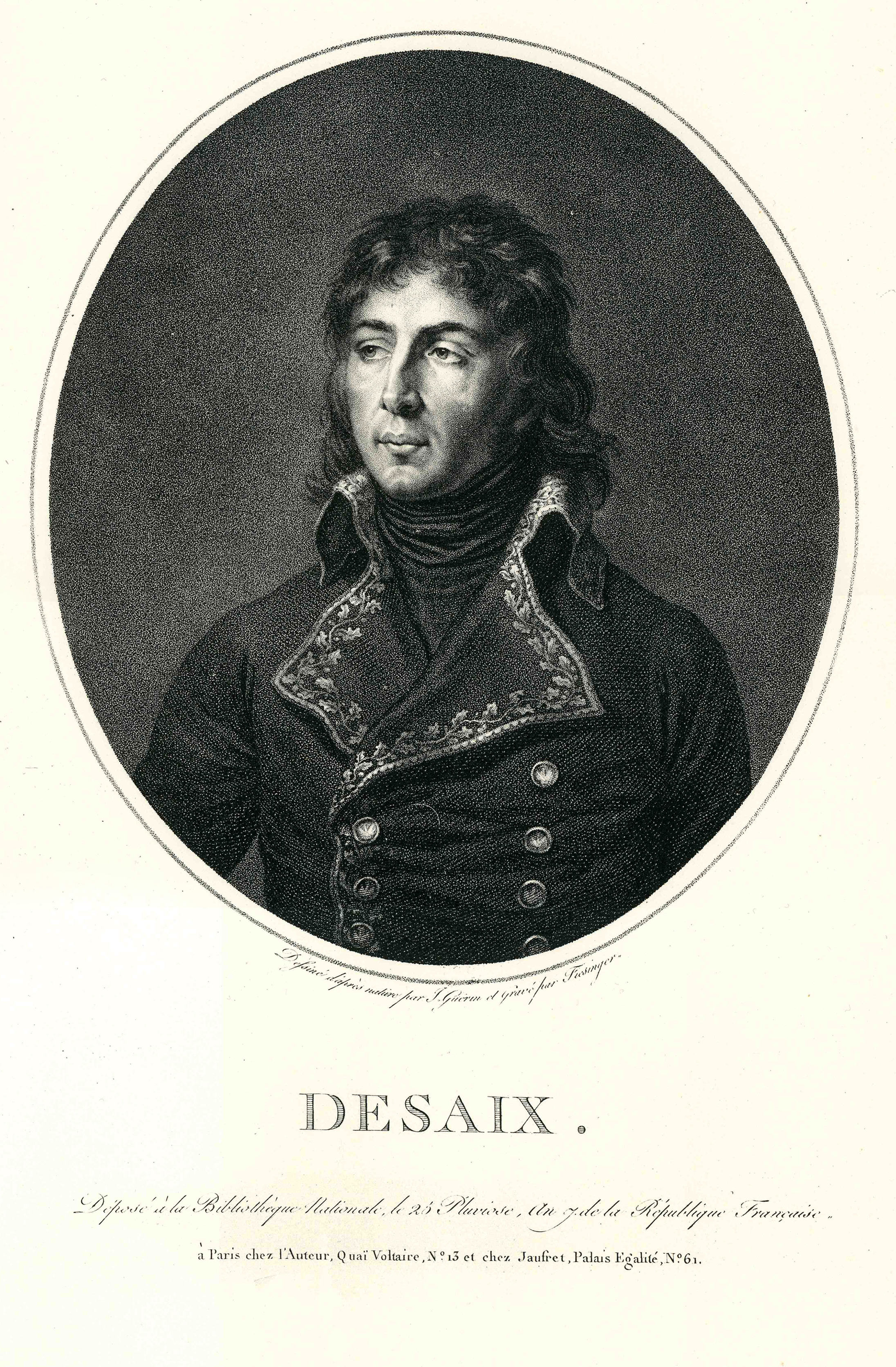
Портрет генерала Дезе.
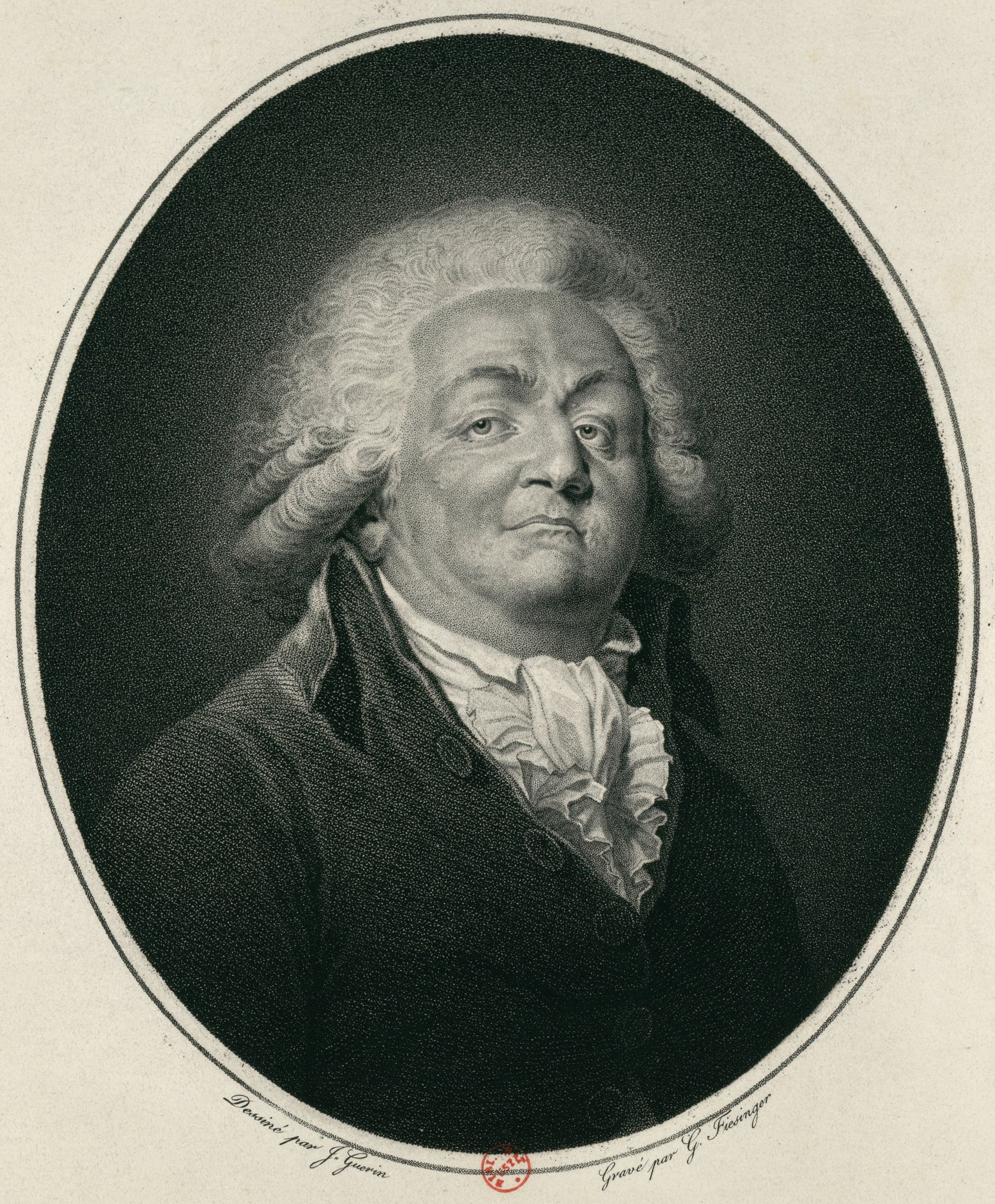
Портрет Мирабо.
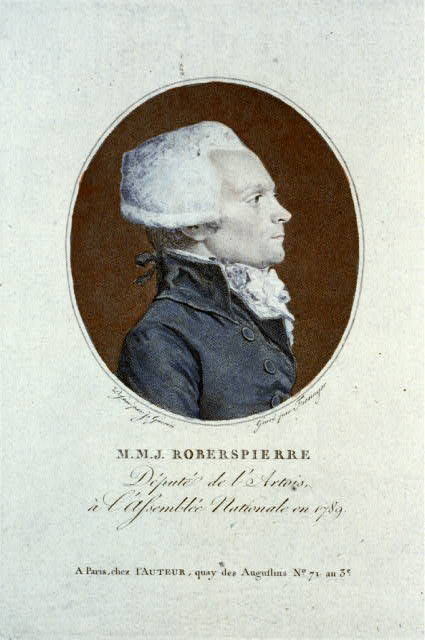
Портрет Робеспьера (раскрашенная гравюра).
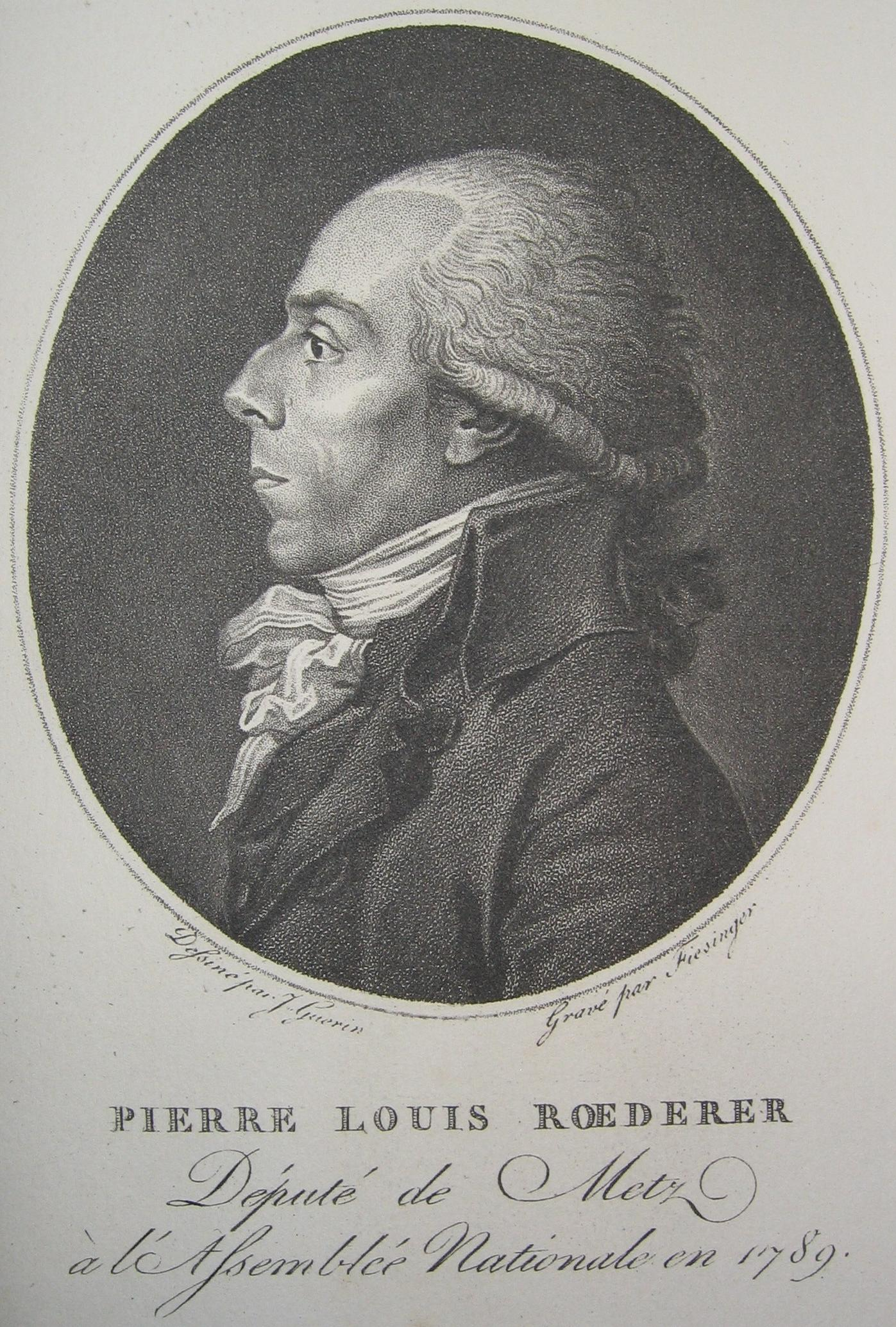
Портрет депутата Рёдерера.